# William H. Gross
Pour les articles homonymes, voir Gross.
William H. Gross dit « Bill Gross » (né le 13 avril 1944), est un financier américain, auteur d'ouvrages sur l'investissement. Il est également connu pour sa collection de timbres-poste qui fait de lui un mécène depuis 2007.

## Carrière
Né le 13 avril 1944 à Middletown, dans l'Ohio, il est diplômé de l'université Duke en Caroline du Nord et, après avoir servi dans l'US Navy, il devient titulaire d'un Master of Business Administration de l'université de Californie à Los Angeles.
Il est pendant une courte période joueur professionnel de blackjack à Las Vegas ; il affirme que cela lui permet d'utiliser les méthodes des jeux de hasard dans le calcul et la répartition des risques au cours de ses investissements.
Gross est considéré comme un des plus importants gestionnaires de fonds d'investissement au monde, particulièrement dans le domaine des obligations. Décrit comme l'« investisseur en obligations le plus important de la nation » par le New York Times, il gère notamment le fonds Total Return de Pacific Investment Management, plus connu sous le nom de PIMCO, le plus gros fonds en obligations dans le monde.
D'après le magazine Forbes, Gross est la 278e fortune des États-Unis en 2004, la 322e en 2006 et la 564e fortune mondiale en 2010 avec une fortune de 2,1 milliards de dollars.
Selon des informations du site web d'informations financières Boursier.com  il a quitté PIMCO qu'il avait fondé, pour rejoindre Janus Capital. Il s'occupera du fonds "Global Unconstrained Bond" à compter du 29 septembre.

## Prises de position

### Critique de la dette souveraine américaine
En avril 2011, Bill Gross a suscité les commentaires des médias en exprimant une opinion très négative vis-à-vis du risque représenté par les investissements dans la dette souveraine américaine et en décidant de vendre en mars la totalité des bons du Trésor américain que le Pacific Investment Management (PIMCO) possédait. Commentant la dette américaine, il précisait: « Nous sommes plus Grecs que les Grecs ».

## Philatéliste
William Gross commence une collection philatélique à partir du début des années 1990. En 2005, il devient la deuxième personne (après Robert Zoellner) à parvenir à réunir une collection complète des timbres classiques des États-Unis émis au XIXe siècle.
En octobre 2005, sa dernière acquisition en ce sens a nécessité l'achat pour 2,97 millions de dollars aux enchères d'un bloc de quatre variétés au centre renversé du Curtiss JN-4, surnommées Inverted Jenny. Bloc qu'il échange ensuite contre l'un des deux exemplaires connus du 1 cent Z Grill que Robert Sundman, président de Mystic Stamp Company a acheté 935 000 dollars lors de la dispersion de la collection Zoellner.
Lors de l'exposition philatélique internationale Washington 2006, il reçoit le Grand Prix National pour cette collection.
À partir de 2007, il commence à vendre aux enchères une partie de ses collections au profit d'associations humanitaires. En juin 2007, à New York, par l'intermédiaire de Shreves Philatelic Galleries, Gross cède sa collection de timbres britanniques classiques et semi-modernes, qu'il estime avoir progressivement acquise pour un total de 2,5 millions de dollars. Il fait don des 9,136 millions de dollars obtenus à l'organisation non gouvernementale Médecins sans frontières. En mai 2008, Spink Shreves Galleries organise la vente de la collection classique scandinave de Gross au profit de Millennium Villages Project.
En septembre 2009, il fait une donation de huit millions de dollars au National Postal Museum de Washington pour aider la création d'une galerie d'exposition d'un millier de mètres carrés qui portera son nom,.

## Œuvres
- Everything You've Heard About Investing Is Wrong!, éd. Crown Business, 1997,  (ISBN 0-8129-2839-3).
- Bill Gross on Investing, éd. Wiley, 1998,  (ISBN 0-471-28325-8).